# Benjamin Nivet
Benjamin Nivet (Chartres, 2 gennaio 1977) è un ex calciatore francese, di ruolo centrocampista.
Conosciuto per la sua incredibile longevità, ha legato il suo nome a quattro club: Auxerre, Châteauroux, Caen e Troyes. Con quest'ultimo ha giocato per dodici anni, ottenendo quattro promozioni in Ligue 1 (nel 2005, 2010, 2015 e 2017) e cinque retrocessioni in seconda divisione (negli anni 2003, 2007, 2013, 2016 e 2018) e divenendo contestualmente il recordman di presenze e reti con les bleu et blanc.

## Biografia
Sposato con Julie, figlia del medico sociale dell'Auxerre, conosciuta durante la sua esperienza in Borgogna, ha due figlie femmine (Lou-Anne e Lisa) e un figlio maschio (Timéo). Nivet è attivo da molti anni per l'associazione di beneficenza Assofrani, che si occupa della costruzione di pozzi in Niger, e testimonial dell'Associazione europea contro le leucodistrofie (ELA).

## Caratteristiche tecniche
Nivet è considerato uno degli ultimi "numeri 10 puri del calcio francese". Tra i tratti distintivi del suo stile spiccavano l'eleganza nei movimenti, la visione di gioco e l'abilità nel recuperare i palloni. Nonostante l'indubbia qualità tecnica, la sua carriera è stata minata dagli infortuni in gioventù e dal rifiuto di club più blasonati (come l'Olympique Marsiglia) negli anni della definitiva maturità che gli hanno precluso una carriera con più successi. È comunque ricordato per la sua ferrea professionalità e per il suo stile di vita sano e inappuntabile che gli ha permesso di giocare più di venti stagioni professionistiche.

## Carriera

### Gli inizi e l'approdo all'Auxerre
Nato a Chartres, Benjamin Nivet cresce a Yèvres. I suoi genitori possiedono un negozio di articoli sportivi nella vicina città di Brou e Benjamin, grande ammiratore di Michel Platini, a sette anni si iscrive al suo primo club calcistico, lo Chateaudun, rimanendovi per cinque stagioni. Nella sezione dipartimentale è compagno di squadra di Patrick Vieira e nel 1990 decide di entrare all'Accademia nazionale Fernand Sartre. Parallelamente nei fine settimana gioca le gare delle giovanili dell'Orléans.
Nel 1992 viene aggregato all'Auxerre, destinazione preferita dalla famiglia rispetto a quelle di Sochaux e Olympique Lione. A seguito della sentenza Bosman appena entrata in vigore, l'allenatore Guy Roux offre a Nivet il primo contratto professionistico. Diventato professionista a 18 anni, dovrà attendere ancora due anni prima di debuttare in prima squadra. Il 5 settembre 1997 gioca la sua prima partita in Division 1, nella vittoria per 5-0 contro lo Châteauroux. All'Auxerre Nivet non inciderà in modo significativo, collezionando soltanto 15 presenze in due anni. Riesce comunque a vincere la Coppa Intertoto 1997, che risulterà l'unico trofeo internazionale conquistato in carriera.

### Châteauroux
Nel 1999 viene ingaggiato dallo Châteauroux, in seconda divisione, con l'obiettivo di giocare con più continuità. Il 3 settembre 1999 realizza la sua prima rete da professionista nella sconfitta per 3-2 contro il Guingamp. Successivamente a dei risultati negativi, il tecnico Joël Bats gli preferisce Thierry Froger. Dopo un inizio stentato il centrocampista migliora progressivamente le sue prestazioni fino a realizzare in tre anni 14 reti in 96 presenze complessive, diventando uno dei migliori giocatori della categoria.

### Troyes
Nel gennaio 2002 si trasferisce per un milione di euro al Troyes, squadra di cui diventerà il giocatore-simbolo. Terminata la stagione 2001-2002 al settimo posto, l'anno successivo il club si priva dell'allenatore Alain Perrin e retrocede in Ligue 2, concludendo il campionato in ultima posizione.
Dopo un deludente decimo posto, nella stagione 2004-05, malgrado le offerte del Lorient, il tecnico Jean-Marc Furlan lo convince a rimanere e il Troyes torna dopo due anni in Ligue 1. Determinante per la promozione i 13 gol di Nivet e l'apporto di due future giovani promesse del calcio francese, Blaise Matuidi e Bafétimbi Gomis.
Nella primavera 2007 il Troyes retrocede in seconda divisione ma Nivet, dopo un primo interesse del Olympique Marsiglia, rimane in Ligue 1 e firma col neopromosso Caen.

### Caen
Nel 2007 il Caen lo acquista per 2 milioni di euro e si assicura le sue prestazioni per le successive tre stagioni. Diventa presto uno dei cardini della squadra e alla fine del campionato 2007-08 colleziona 35 presenze, rinnovando il contratto fino al 2011.
Alla fine della stagione seguente il Caen retrocede ma, malgrado la volontà del giocatore di rimanere nella massima categoria, resta in Normandia e disputa un'ottima stagione tra i cadetti. Viene eletto miglior giocatore del mese di ottobre 2009 e a fine campionato risulta il giocatore con più assist dell'intera Ligue 2 2009-10.
Nella stagione successiva, in massima divisione, Nivet trova poco spazio e totalizza tre gol e cinque assist. Alla fine della Ligue 1 2011-12 il Caen scende nuovamente in seconda divisione e il centrocampista termina la stagione con 13 presenze da titolare e sette reti (di cui quattro su rigore) e due assist. Dall'esperienza al Caen totalizza complessivamente 180 partite e 24 gol in cinque stagioni.

### Il ritorno al Troyes
Nell'estate 2012 rifiuta l'offerta dell'Ajaccio e preferisce ritornare al neopromosso Troyes, dove ritrova il suo passato allenatore Jean-Marc Furlan. Con i biancoblù firma un contratto da un anno con l'opzione per il secondo in caso di salvezza. Nivet conclude la stagione 2012-13 con 10 gol in 37 presenze, che non evitano però la retrocessione. Malgrado ciò, il giocatore decide di prolungare comunque il contratto.
Per la Ligue 2 2013-14 viene nominato capitano della squadra. Realizza 8 gol e altrettanti assist ma il Troyes si classifica soltanto a metà classifica. Nella stagione successiva, con 11 rete e 9 assist, è uno dei protagonisti della risalita del Troyes in Ligue 1 (terza promozione in carriera). Il 31 gennaio 2015 rinnova fino a giugno 2016 e a marzo realizza il suo centesimo gol in carriera. Viene ricompensato della buona annata vincendo, a 38 anni, il premio di Miglior giocatore della Ligue 2 nei Trophées UNFP du football.
Al termine della Ligue 1 2015-16 il Troyes retrocede nuovamente e Nivet rinnova il contratto per un'ulteriore stagione. L'anno seguente, a 40 anni, risulta il più anziano giocatore del campionato di Ligue 2 2016-17. A fine stagione centra l'ennesima promozione (la quarta personale) in massima serie, marcando la rete decisiva nell'andata dello spareggio vinto 2-1 contro il Lorient (il ritorno finisce 0-0). Pochi giorni dopo prolunga il contratto di un altro anno.
All'inizio della stagione 2017-18 si infortuna seriamente ed è costretto a rimanere fuori dal campo per più di due mesi. Al suo ritorno, l'allenatore Jean-Louis Garcia lo fa giocare titolare progressivamente. Il 30 maggio 2018 il Troyes comunica il rinnovo del giocatore per un'altra stagione. Il 15 maggio 2019, con un comunicato pubblico sul sito ufficiale del club, Benjamin Nivet annuncia il suo ritiro dal calcio a 42 anni, ponendo fine ad una carriera professionistica lunga 23 anni.
Nell'estate 2019 si iscrive al corso per dirigenti sportivi del Centro di diritto ed economia dello sport di Limoges.

## Palmarès

### Club

#### Competizioni nazionali
- Campionato francese di seconda divisione: 2

Caen: 2009-2010
Troyes: 2014-2015

#### Competizioni internazionali
- Coppa Intertoto UEFA: 1

Auxerre: 1997